# KFC Wambeek
KFC Wambeek was een Belgische voetbalclub uit Wambeek. De club is bij de KBVB Voetbal Vlaanderen aangesloten met stamnummer 5661 en heeft groen en wit als kleuren. Wambeek speelt al heel zijn bestaan in de provinciale reeksen. De club speelde twee seizoenen in de hoogste provinciale afdeling van Brabant.
Vanaf 2019-2020 fusioneert de club samen met KSKL Ternat tot KFC Wambeek-Ternat. De fusie werd officieel bekendgemaakt op 15 februari 2019.

## Geschiedenis[1]

### Ontstaan
De ploeg ontstond rond 1948 op initiatief van een aantal vrienden die op zondagmiddag gingen voetballen op het domein van notaris Hendrik Van Eeckhoudt. Hieruit groeide voetbalclub FC Wambeek, dat in 1949 een eerste vriendenmatch speelde tegen Sint-Martens-Lennik, op de weide van burgemeester Louis De Troch aan de Stenebrugstraat. De ploeg verloor zijn eerste wedstrijdje met 1-4, maar werkte met wisselend succes verscheidene vriendenmatchen af. De club sloot zich aan bij het Koninklijk Katholiek Sportverbond van Brabant. Het bestuur bestond uit proost E.H. De Ridder, voorzitter Eduard Schoonjans, ondervoorzitter Louis Raeymaekers, secretaris Marcel Van Craenenbroeck, penningmeester Jozef Borremans en bestuursleden Pierre Biesemans, Jean Cooremans, Maurice De Greef en Jean De Leeuw, bestuursleden. Het eerste seizoen 1950/51 in de tweede afdeling van het Katholiek Sportverbond werd een succes; de ploeg behaalde een tweede plaats in de eindstand op één punt van kampioen Drogenbos. Wambeek promoveerde naar de eerste afdeling en kende ook daar in 1951/52 succes. Wambeek eindigde samen met Espérence op een eerste plaats. De titel werd weliswaar aan Espérence toegekend, omdat deze club minder verloren matchen had.

### Aansluiting bij KBVB
Op de bestuursvergadering van 10 juni 1953 werd de beslissing genomen om zich aan te sluiten bij de Koninklijke Belgische Voetbalbond. Als stamnummer werd aan FC Wambeek het nummer 5661 toegewezen; de clubkleuren waren groen-wit. Op 6 september 1953 werd in Derde Provinciale C de eerste wedstrijd in de KBVB tegen FC Meise succesrijk besloten met een 4-2-overwinning. Trainer was toen Jean Valet.

### Jaren 60
Tijdens de volgende seizoenen met als trainers Wouters en Van Tricht waren de uitslagen eerder wisselvallig. Met de komst van speler-trainer Achiel Mestiaen, een gewezen B-international, in 1960, verbeterde het spelpeil. In het seizoen 1963/64 werd via de eindronde van de tweede geklasseerden de promotie naar Tweede Provinciale gehaald. In deze reeks hield men het slechts één seizoen vol en de degradatie naar Derde Provinciale F was het gevolg; nochtans werd dat seizoen een 3 op 4 gehaald tegen kampioen Asse. Vanaf het seizoen 1965/66 werd Charel Van der Smissen als trainer aangetrokken; hij deed zijn trainerstaak gedurende vier seizoenen.

### Jaren 70
FC Wambeek behoorde in die jaren tot de betere ploegen van de reeks. Ook met trainer Pierre Van Vaerenbergh, wellicht de jongste trainer van het land op dat ogenblik, werd vanaf het seizoen 1969/70 de "status" van goede ploeg aangehouden. In het seizoen 1972/73 eindigde FC Wambeek als tweede in de eindbeurt der tweede geklasseerden. Door een fusie van Union en Cercle Halle promoveerde men toch naar Tweede Provinciale A. In deze reeks kreeg men eerder onbekende ploegen van "achter Brussel" voorgeschoteld. Van aantrekkelijke derby's was er geen sprake. Met speler-trainer Jef Wauters werd in 1973/74 een tiende plaats behaald. De twee volgende seizoenen verliepen onder leiding van speler-trainer Pierre Van der Elst. Derby's en sfeer waren er genoeg in die seizoenen met matchen tegen SK Lombeek, Sporting Ternat, Leeuwkens Teralfene en Itna Itterbeek. In het seizoen 1975/76 vertroebelde echter de sfeer tussen trainer en spelers en mede door het gebrek aan afwerking kon de degradatie naar Derde Provinciale F niet meer vermeden worden. In de seizoenen 1976/77 en 1977/78 was Pierre Van Vaerenbergh opnieuw de trainer. Dat laatste seizoen werd een sportief dieptepunt voor de club. Geëindigd als allerlaatste in de reeks, werd samen met Asse-ter-Heide gedegradeerd naar Vierde Provinciale, het allerlaagste niveau. Optimisten geloofden echter in een snelle terugkeer. Doch met trainer John De Hondt kwam de verhoopte kentering er ook niet. Het verblijf in Vierde Provinciale zou nog een tijdje duren. Vanaf het seizoen 1980/81 nam het trainersduo Willy Schets - Frans Van Craenenbroeck de touwtjes succesrijk in handen.

### Jaren 80
Het 30-jarig bestaan in de KBVB werd in 1982/83 met een kampioenstitel gevierd. Rivaal SC Dilbeek werd met 4 punten verslagen. De terugkeer naar Derde Provinciale F werd het seizoen daarop op het nippertje behouden door de testmatch tegen EMI Essene met 2-1 te winnen. Het duo Schets - Van Craenenbroeck bleef de ploeg tot en met het seizoen 1986/87 trainen en behaalde behoorlijke resultaten in de eerste helft van de stand. De volgende seizoenen kenden eerder een bewogen verloop. Tot de laatste matchen was de club steeds betrokken in prangende matchen om de degradatie te ontlopen. Zo was er in het seizoen 1989/90 een eindrush van zes overwinningen in evenveel matchen nodig om het behoud in Derde Provinciale te verzekeren. In die seizoenen waren de trainerswissels schering en inslag. Slechte resultaten lagen meermaals aan de basis. Marc Lamoen was trainer in het seizoen 1987/88. Wegens ziekte moest hij een tijdlang forfait geven; zijn taak werd overgenomen door Willy Schets. In het seizoen 1988/89 begon Gilbert Van Lier als trainer; na zijn ontslag nam Frans Van Craenenbroeck zijn taak over. Halfweg de competitie 1989/90 gaf trainer François Van Rossem zijn ontslag; Willy Schets nam zijn taak over.

### Jaren 90
Voor de seizoenen 1990/91 en 1991/92 werd de Heizelgediplomeerde trainer Pierre Segers aangeworven zonder noemenswaardige verbetering van de voetbalresultaten. Vanaf augustus 1992 wordt het trainersduo gevormd door Willy Schets - Daniël Denys, vanaf augustus 1993 door het duo Willy Schets - Frans Van Craenenbroeck.
De omstandigheden waarin het voetbal verliep waren niet altijd ideaal. Het terrein, gelegen aan de Stenebrugstraat, had al jaren voor heel wat kopbrekens gezorgd. De accommodaties evolueerden van primitief tot modern. In het begin was de waspartij na de match in de open lucht te doen; elke speler kon zich wassen in een emmer water. Verhitte gemoederen werden dan afgekoeld door een gooipartij met water, door wat stevige krachttermen en ook al eens door een robbertje bekvechten. Het gebeurde weleens dat de "arbiter" niet uit zijn "kot" kon of durfde komen wanneer de uitslag door de supporters gecontesteerd werd. Begrijpelijk voor de arme man, wanneer een groep hevige supporters steeds maar schreeuwde: "arbiter, de beek in..." en die beek was vlakbij. Treffend was ook het beeld van bestuurslid Georges Groeninck, die steeds de koffie voor de rustpauze aanbracht; altijd stipt kwam hij, met de hete koffie in een "groene" kan, rustig aangestapt.

### Geen fusie in 1998
Vooreerst begon men te denken aan een fusie van alle Ternatse voetbalploegen en vervolgens stelde het gemeentebestuur een subsidiëringsbeleid op. Van in het begin leek FC Wambeek niet echt geïnteresseerd in een fusieploeg. Zij oordeelden dat het beter was om verder de eigen erwtjes te doppen. De fusiegedachte leefde wel sterker bij Sporting Ternat en SK Lombeek. Zij kwamen zelfs tot een echt fusieplan dat echter onder druk van supporterskernen en belangencoalities nooit goedgekeurd werd. De fusiegedachte Ternat-Lombeek werd begin 1998 definitief begraven. Lombeek heeft de fusieweg dan maar alleen verder gevolgd en realiseerde op het eind van het seizoen 1998/99 een fusie met FC Liedekerke.

### Wel fusie in 2006, maar zonder Wambeek
In 1998 was er reeds gesproken van een fusie tussen de drie Ternatse voetbalploegen: Sporting Ternat, SK Lombeek en KFC Wambeek. Toen werden die plannen onder druk afgeblazen, maar in 2006 leek die fusie er uiteindelijk toch nog te komen. Bij de laatste gesprekken haakte KFC Wambeek echter af, omdat groen-wit veel belang hechtte aan zijn authenticiteit en aan de belangen van de jeugdspelers. Sporting Ternat en SK Lombeek gingen wel in zee met elkaar en vanaf het seizoen 2006/07 bleven er nog maar twee voetbalclubs meer in Ternat: KFC Wambeek en de fusieclub KSKL Ternat.

### Promotie naar 1ste provinciale
Het seizoen 2007/08 werd opnieuw succesvol. Wambeek dwong na een tweede plaats een plaats in de eindronde af, die men met een 4 op 6 wist te winnen. Na een ruime 3-0 zege tegen Haasrode, was een 1-1 gelijkspel in Ohain op zondag 25 mei 2008 voldoende. De promotie naar Eerste Provinciale was een feit. Na 10 jaar op rij in Tweede Provinciale, steeg Wambeek zo voor het eerst naar de hoogste provinciale afdeling. De club debuteerde sterk en wist het behoud te verzekeren.

### Degradatie en (opnieuw) anti-fusie in 2010
Begin 2010 raakte bekend dat er mogelijk toch een fusie komt tussen KFC Wambeek en KSKL Ternat, echter enkel voor de jeugdploegen. De eerste ploeg zou wel afzonderlijk blijven bestaan. De fusiegeruchten konden echter opnieuw op heel wat kritiek rekenen en vanuit Wambeekse hoek was men er niet over te spreken. Uiteindelijk werd de fusie zelfs een agendapunt binnen de politiek. Er bestond ook onenigheid tussen het hoofd- en jeugdbestuur van de club, waardoor die laatste uiteindelijk op 1 maart 2010 collectief zijn ontslag indiende. Het jeugdbestuur verklaarde wel om het seizoen nog volledig af te werken met dezelfde inzet en motivatie als altijd. Zo waren de fusiegeruchten helemaal van de baan, want het hoofdbestuur was al langer volledig tegen een fusie met buur KSKL Ternat gekant. Door het collectieve ontslag van het jeugdbestuur zou de club vanaf het seizoen 2010-2011 wel onder een volledig nieuwe structuur moeten verder werken. Dit onder de slogan: Eén club, één passie!. Minder goed nieuws kwam er wel enkele weken later toen Wambeek na twee seizoenen opnieuw degradeerde naar tweede provinciale. De degradatie werd beslecht na een 3-0 nederlaag op het veld van kersvers kampioen Léopold-Ukkel.

### In twee jaar van 1ste naar 3de provinciale (zaak Tim Van Cutsem)
Meteen in het seizoen na de degradatie van eerste naar tweede provinciale degradeerde Wambeek naar derde provinciale. In het seizoen 2010-2011 was speler Tim Van Cutsem niet correct aangesloten bij de club maar hij stond wel 13 wedstrijden op het wedstrijdblad. Daardoor werden deze dertien uitslagen omgezet in een 0-5 forfait nederlaag en verloor de club heel wat punten. Het gevolg was dat Wambeek onvoldoende punten overhield om het behoud te verzekeren. Degradatie was het gevolg en zo zal de club in het seizoen 2011-2012 voor het eerst sinds 1998 opnieuw in derde provinciale voetballen.
In 2014 geeft voorzitter Omer Vanden Bossche na 55 jaar inzet de fakkel door aan Jos Donvil. Er wordt op dat moment meteen ook een volledig nieuw hoofdbestuur opgezet.